# サン・フランチェスコ・アル・カンポ
サン・フランチェスコ・アル・カンポ（伊: San Francesco al Campo）は、イタリア共和国ピエモンテ州トリノ県にある、人口約4,800人の基礎自治体（コムーネ）。

## 地理

### 位置・広がり

#### 隣接コムーネ
隣接するコムーネは以下の通り。
- フロント
- レイニ
- ロンバルドーレ
- リヴァロッサ
- サン・カルロ・カナヴェーゼ
- サン・マウリーツィオ・カナヴェーゼ
- ヴァウダ・カナヴェーゼ